# Inge Lehmann

Esquema del interior de la Tierra.
1: corteza continental
2: corteza oceánica
3: manto superior
4: manto inferior
5: núcleo externo
6: núcleo interno
A: interfaz corteza-manto (discontinuidad de Mohorovičić, «Moho»)
B: interfaz núcleo-manto (discontinuidad de Gutenberg)
C: interfaz núcleo externo-interno (discontinuidad de Lehmann)

Inge Lehmann (Copenhague, 13 de mayo de 1888- Copenhague, 21 de febrero de 1993) fue una sismóloga danesa, conocida por realizar las primeras pruebas de magnitudes de sismos y sus consecuencias. Fue la descubridora de la discontinuidad que separa el núcleo externo del núcleo interno, y que lleva su nombre en su honor (discontinuidad de Lehmann).

## Biografía
Lehmann nació el 13 de mayo de 1888 en Østerbro, un distrito de la capital danesa Copenhague, hija del psicólogo experimental Alfred Georg Ludvig Lehmann (1858-1921).
Lehmann asistió a una escuela pedagógica progresista dirigida por Hanna Adler, una tía de Niels Bohr. Era un lugar donde niños y niñas estudiaban y aprendían los mismos temas. Según Lehmann, su padre y Adler fueron las dos influencias más importantes en su desarrollo intelectual. Después de terminar la escuela, estudió, con algunas interrupciones debido a su mal estado de salud, matemáticas en Copenhague y Cambridge. Después de algunos años de trabajar en el campo de los seguros se convirtió en asistente geodésica de Niels Erik Nørlund, quien le asignó la tarea de creación de observatorios sismológicos en Dinamarca y Groenlandia. Su temprano interés en la sismología se remonta a este período. En su vida adulta, creció con el campo de la sismología, convirtiéndose en una pionera entre los científicos.
En 1920 obtuvo el título en matemática después de 12 años de estudios de pregrado y postgrado en la Universidad de Copenhague y de Cambridge. También estudió en Alemania, Francia, Bélgica y Países Bajos.
Lehmann empezó la carrera de sismología en 1925 y con ayuda de N.E. Norlund estudió redes sísmicas en Dinamarca y en Groenlandia. En 1928, fue nombrada primera jefa del departamento de sismología del recién creado «Real Instituto Geodésico danés», un cargo que mantuvo durante 25 años.
En 1928 aprobó el examen para aceptar su posición como geodésica de estado y jefe del departamento de sismología del Instituto Geodésico de Dinamarca, dirigido por Nørlund.
Fue la primera persona en postular que el núcleo interno de la Tierra está dividido en dos partes: una esfera interna sólida y una capa de consistencia líquida que envuelve a la anterior. La diferencia entre las dos partes del núcleo se había puesto de manifiesto por la distinta velocidad de las ondas P durante los movimientos sísmicos al reflejarse en dicha parte sólida. Otros sismólogos que habían estudiado este fenómeno, como Beno Gutenberg, Charles Richter y Harold Jeffreys llegaron posteriormente a aceptar y seguir el hallazgo de Lehmann. En términos sencillos, la existencia de una parte sólida en el interior del núcleo líquido se manifiesta en el hecho de que las ondas P (ondas primarias en el registro sismológico) sufren una desviación y cambio de velocidad (se aceleran) al atravesar hacia el interior la discontinuidad que separa las dos partes del núcleo. A dicha discontinuidad se le ha llamado discontinuidad de Bellon, de Wiechert-Lehmann-Jeffrys o discontinuidad de Lehmann, en su honor, aunque generalmente se hace referencia a la discontinuidad de Lehmann a la que existe a unos 190-220 km de profundidad en el manto, que también fue descubierta por Lehmann.
En 1936 publicó el documento que selló su lugar en la historia de la geofísica. Conocido simplemente como «P'» (P-prima), contenía la descripción de una nueva discontinuidad sísmica en la estructura de la Tierra, que ahora se conoce como la discontinuidad de Lehmann, que separa el núcleo externo del núcleo interno.
En 1971, ganó la Medalla William Bowie, la máxima distinción de la Unión Geofísica Americana por sus descubrimientos fundamentales en el campo de la geofísica, entre otras distinciones, siendo la primera mujer en recibir dicho galardón.

## Publicaciones claves e importantes
- Lehmann, Inge. 1936. P'. Publications du Bureau Central Séismologique International A14 (3): 87-115